# Good King Wenceslas (film)
Good King Wenceslas è un film per la televisione del 1994 diretto da Michael Tuchner ed ispirato al tradizionale canto natalizio omonimo.

## Trama
Il diciassettenne Principe Wnceslas, erede al trono di Boemia, insieme all'aiuto della saggia e cristiana nonna, la regina Ludmilla, si ritrova a dover affrontare la sua perfida matrigna, intenzionata a porre sul trono il figlio Boleslav.

## Curiosità
- Si tratta dell'ultimo film interpretato da Joan Fontaine prima del suo ritiro dalle scene.

## Premi e Nomination
| Anno | Manifestazione      | Premio              | Categoria                                                           | Ricevente        | Risultato   |
| ---- | ------------------- | ------------------- | ------------------------------------------------------------------- | ---------------- | ----------- |
| 1995 | Young Artist Awards | Young Artist Awards | Miglior performance di un giovane attore in una miniserie o special | Jonathan Brandis | Candidato/a |